# Rotarod

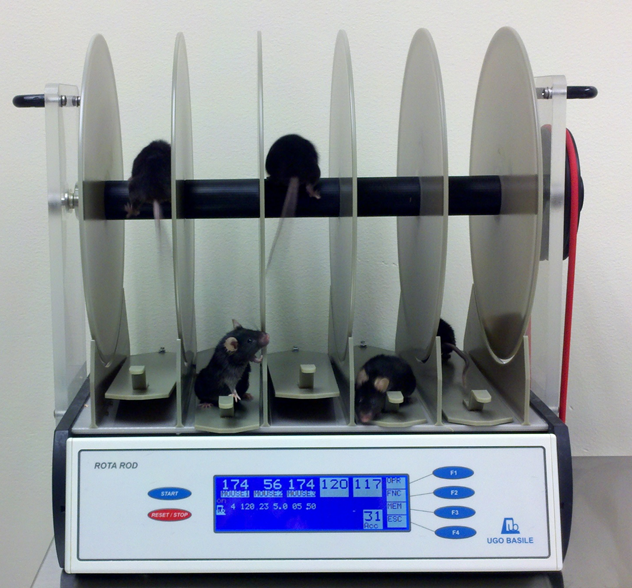
Exemple de matériel de test rotarod (pour souris de laboratoire.

Le Rotarod ou « test de performance Rotarod » est un test de performance (et non un test d'effort), utilisé avec la souris de laboratoire ou le rat de laboratoire. Basé sur la capacité de l'animal à se maintenir sur une tige horizontale en rotation, il évalue holistiquement les effets subtils de produits potentiellement toxiques ou de médicaments ou vaccins expérimentaux, de certains contextes (ex : effets des suites d'une lésion cérébrale)…

Le test mesure des paramètres tels que le temps de maintien (en secondes) ou l'endurance, avec éventuellement une composante motivationnelle.

Certaines des fonctions du test comprennent l'évaluation de l'équilibre, de la force de préhension et de la coordination motrice des sujets testés.

## Étymologie
Le mot Rotarod associe deux notions de rotation et de Rodentia (rongeurs, rodent en anglais).

## Présentation du test

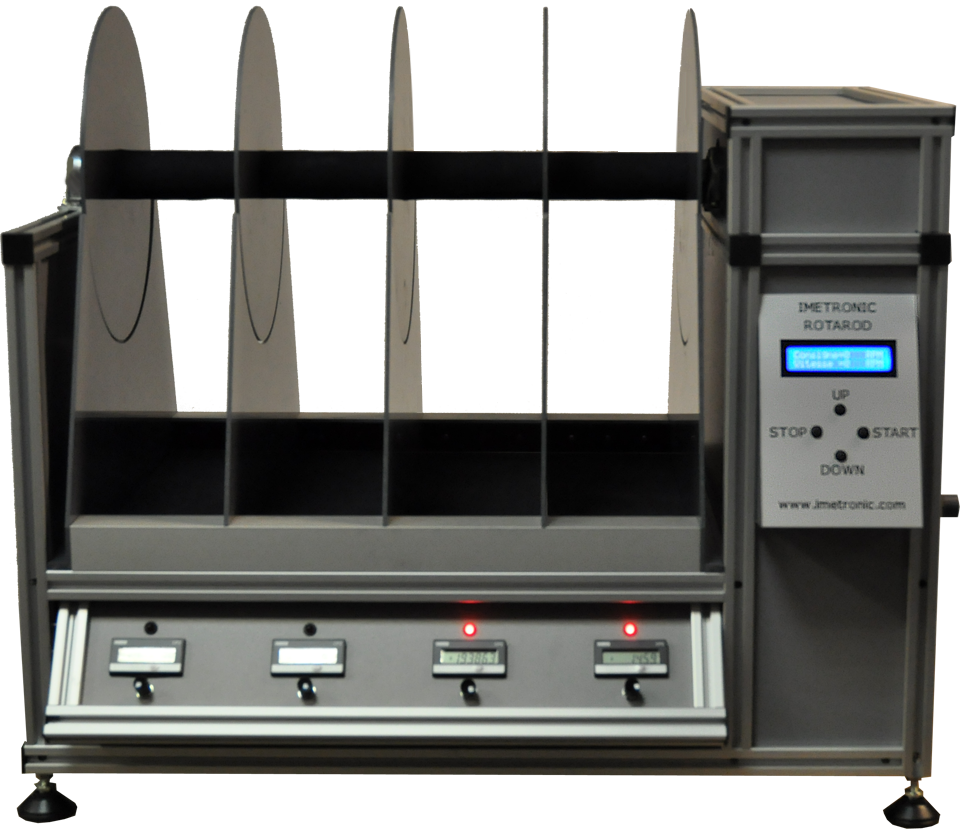
Appareil Rotarod.

Pour ce test, le rongeur est placé sur un cylindre rotatif orienté horizontalement. Cette tige est suspendue au-dessus d'un plancher de cage, assez bas pour ne pas blesser l’animal quand il y tombe, mais assez haut pour que l’animal cherche à éviter la chute. Les rongeurs tentent instinctivement  de rester sur le cylindre rotatif (dit « rotarod »), et d’éviter, aussi longtemps que possible pour eux, de tomber au sol. 
La durée durant laquelle un animal donné reste sur cette tige rotative reflète ses capacités d’équilibre, de coordination psychomotrice, sa condition physique et sa planification motrice. 
La vitesse du rotarod est toujours entraînée mécaniquement, mais selon les besoins de l'expérience, elle sera constante, ou en accélération progressive.
Des versions modifiées du test ont été faites, par exemple pour évaluer l'importance de la dopamine dans l'apprentissage des habiletés motrices (plutôt que la seule performance à marcher sur un cylindre en rotation ; dans ce cas un grand tambour à rotation lente a remplacé l'axe classique pour mesurer une courbe d'apprentissage. Les auteurs ont montré que l'administration de nomifensine (inhibiteur de l'absorption de la dopamine) a amélioré l'apprentissage. Et inversement l'administration d'apomorphine (agoniste de l'autorécepteur dopaminergique, une toxine dopaminergique, la 1-méthyl-4-phényl-1,2,3,6-tétrahydropyridine (ou MPTP) a au contraire altéré l'apprentissage des souris. Les effets de ces deux profils pharmacologiques montrent l'implication de la neurotransmission dopaminergique (dite phasique). Cette procédure modifiée a prouvé une altération de l'apprentissage chez les souris déficitaires en Parkin, qui n'aurait pu être détectée dans le test classique du rotarod en accélération.

### Avantages / inconvénients

#### Avantages
Ce test a comme avantages : 
- de faibles coûts et une rapidité et simplifié de mise en œuvre ;
- une variable continue (durée) discrètement mesurable, utilisable à des fins statistiques, pour quantifier les effets de différents médicaments, contextes et procédures ;
- l’absence de jugements subjectifs d’aptitude ;
- une fiabilité inter-juges quasi parfaite. La fiabilité interlaboratoires est toujours difficile avec les animaux[4], mais semble pouvoir être atteinte, aux conditions suivantes dans chaque section de l'appareil : la largeur et le diamètre du cylindre, la vitesse de rotation du cylindre, la composition du matériau de la surface, le degré de pratique/entraînement acquis par l'animal doivent toujours être les mêmes. Les souches de rongeurs utilisées doivent aussi être homogènes et identiques (c'est justement grâce à ce test qu'on a montré que le génome de l'animal influe sur son temps de « réussite » et/ou sur sa résistance au produit que l'on veut tester ; par exemple certaines souches consanguines[5],[6],[7],[8], des lignées sélectionnées[9] ou des animaux transgéniques[10],[11],[12] sur le Rotarod résistent plus ou moins à l'alcool/éthanol ou ont des réactions différentes aux médicaments atténuant ou aggravant les effets de l'alcool). Les performances au test du rotarod « sont fortement influencées par les antécédents génétiques des souris ».

À ces conditions, l'expérience est facilement « reproductible » d'un laboratoire à l’autre.
Ces paramètres peuvent aussi être ajustés de diverses manières pour optimiser la séparation statistique des différentes conditions. Par exemple, on a ainsi démontré que, paradoxalement, les effets de l'alcool sur les souris deviennent moins apparents lorsque la vitesse est augmentée.

#### Inconvénient
L'appareil met facilement et rapidement des effets de type ataxie (fréquemment associée à la toxicité d'un médicament ou d'un produit), mais généralement sans donner d'indices sur le mécanisme de cause à effet. Ceci n'est pas toujours vrais ; à titre d'exemple l'étude des effets de divers agonistes et antagonistes chimiques a pu indirectement aider les scientifiques à déterminer quels composants des neurones interviennent dans les effets de certains produits chimiques.
Selon Crable, au début des années 2000, il y a encore « peu de consensus sur les paramètres idéaux et les calendriers d'essai pour produire des résultats optimaux ».
Certains biais scientifiques restent possibles et doivent être recherchés par d'autres tests.
Par exemple des effets d'affaiblissement neuromusculaire et du contrôle psychomoteur de l'équilibre peut être induit par l'éthanol, tout en étant en quelque sorte contrebalancé dans une situation de stress aigu (les souris ont une certaine peur du vide). En situation de moindre stress l'effet pourrait être plus marqué. Ainsi, de manière contre-intuitive, une expérience conduite par Rustay et al. (2003) sur Rotarod a montré que contre toute attente, des taux d'accélération plus élevés diminuait ou supprimaient les effets de l'intoxication de la souris par l'éthanol alors que l'expérimentateur l'oblige à courir plus vite.
S'ajoute un biais possible induite par à la souche génétique choisie (ou mal choisie) : on a ainsi montré que certaines souches de souris mutantes traitées à l'éthanol faisaient moins de faux pas sur une poutre que les souris de type sauvage également traitées à l'éthanol (souche qui avait antérieurement montré une moindre sensibilité à l'éthanol dans le test de grille alors que les génotypes ne différaient pas en ce qui concerne la sensibilité à l'éthanol  mesurée par le test d'écran, la cheville statique, le rotarod à vitesse fixe, le rotarod accélérateur, la force de préhension ou la perte de réflexes de redressement. Ceci suggère que « dans un domaine comportemental, les tests alternatifs de fonction ne sont pas équivalents, de sorte que plusieurs outils d'évaluation doivent être utilisés pour éviter une mauvaise interprétation de la fonction des gènes ».

## Utilisations
De nombreux médicaments ou autres produits auquel l'homme est chroniquement périodiquement exposé peuvent avoir des effets discrets d'altération du comportement moteur ou psychomoteur humain. Ces effets intéressent notamment la psychopharmacologie, la toxicologie et la santé publique.
Depuis les années 1950, le test du rotarod est l'un ds plus communément utilisés pour mesurer la capacité de coordination motrice d'une souris ou d'un rat de laboratoire,.
On l'utilise notamment souvent aux premiers stades du développement d'un médicament, afin de détecter de d'éventuels troubles neurologiques ou musculaires subtils (en admettant que le model murin est dans le cas du produit testé un bon modèle animal pour l’Homme).
De tels troubles de ralentissement des réflexes ou de modifications altérant l'état de conscience (faisant qu'une personne prenant le médicament ne devrait pas conduire ni effectuer d'activités dangereuses) ne pourraient autrement être détectés qu’épidémiologiquement sur la population humaine après une période éventuellement très longue (la relation de cause à effet serait en effet difficile à démontrer).
Le test et également indicateur sensible d’effets discrets de traumatisme induit par une lésion cérébrale chez des rats de laboratoire (la lésion pouvant résulter d'une opération chirurgicale, d'un choc physique ou être d’origine toxique, infectieuses, tumorale/cancéreuse, etc.)…

### Exemples
Ce test permet aussi d'évaluer d'éventuels effets discrètement délétères d’aliments ou de boissons  à effets dangereux sur la conduite d’un véhicule ou de machines dangereuses (par exemple). Ainsi, l'alcool altère considérablement les performances de la souris dans le test du rotarod,.
Le test du rotarod peut aussi aider à comparer les effets de différents isomères d’un même solvant aromatique (ex : triméthylbenzène, pseudocumène, mésitylène 3 isomères du  triméthylbenzène, qui se sont avérés avoir des effets toxique différents, comme l’a démontré le test du rotarod. Ce même test a pu démontrer que les effets de ces 3 molécules se prolongent longtemps après l’arrêt de l’exposition (par inhalation dans ce cas) : 15 jours après l'arrêt de l'exposition au pseudocumène ou à l'hémimellitène, aucune aucune amélioration de performance au test « rotarods » n'était observée. En 1997, Gralewicz constate, sans pouvoir l'expliquer que « le toilettage a augmenté de manière significative chez les rats exposés à 100 ppm de TMB » (1,2,4-Trimethylbenzene ou Pseudocumène).
Les tests sur des animaux « génétiquement désactivés » peuvent aider à déterminer quels gènes sont les plus responsables du maintien de l'équilibre et de la coordination chez les mammifères.
Il est aussi possible de tester les descendants d'une souris contaminées par un produit ; ainsi Lo Pumo et ses collègues ont-ils pu (en 2006) montrer qu'une exposition aiguë d'une souris enceinte au benzène (lors de l'organogenèse gestationnelle) peut conduire chez la future souris à naître à des modifications durables du comportement moteur et de processus cognitifs, bien qu'aucun effet tératogène ne soit observé.
La comparaison des performances de différents animaux avec des lésions cérébrales spécifiques aide les scientifiques à cartographier les structures essentielles au maintien de l'équilibre.

## Calibrage
On a constaté au début des années 2000 que le temps mis par des souris et des rats à tomber du rotarod pouvait différer entre des laboratoires utilisant pourrait la même souche de souris, ainsi qu'entre des études utilisant des souches marines différentes. 

Ces différences peuvent avoir plusieurs causes :
- Diamètres différent de l'axe en rotation[24] ;
- texture plus ou moins rageuse ou lisse de la surface de la tige[24] ;
- protocoles de test légèrement différent ou facteurs environnemental propre au laboratoire[24] ;
- taux d'accélération réels des tiges différant des taux nominaux fixés sur les appareils au niveau mondial[24].

Une méthode simple permet de mesurer le taux d'accélération du rotarod et de calibrer le taux à une valeur souhaitée pour n'importe quelle marque d'appareil.

## Apparentements ou différences avec d'autres types de tests proches
Ce test évoque, de loin, le test humain de course sur tapis roulant, mais étant plus difficile à réaliser, il est plus fin dans la détection de réponses anormales de l'animal.
Il évoque aussi les spectacles de cirque ou une personne ou un animal (otarie par exemple) évolue en équilibre instable en marchant sur un gros ballon, ou sur un cylindre. Il évoque enfin les comportements subspontanés de hamsters, gerbilles et souris en cage, qui parfois grimpent à l'extérieur de leur roue plutôt qu'à l’intérieur. 
Cependant dans le test du rotarod, la rotation du cylindre est entraînée mécaniquement, et non pas par la volonté de l’animal.